# Университет имени Йосипа Юрая Штросмайера
Университет имени Йосипа Юрая Штрасмайера в Осиеке (хорв. Sveučilište J. J. Strossmayera u Osijeku) — университет в хорватском городе Осиек. Основан в 1975 году. В университете обучается 20 000 студентов (2008 год), работает 1150 ученых. Ректор университета — Владо Губерац. Университетская библиотека насчитывает более 550 000 томов.

## История
Обучение в высших школах имеет в Осиеке долгую традицию. Еще в 1707 и 1724 годах здесь были основаны школа философии и школа богословия. В 1959 году в Осиеке открылся филиал экономического факультета Загребского университета. 26 марта 1975 хорватский парламент принял решение об учреждении в городе Осиек полноценного университета. Заведение известно прежде всего как педагогический университет, поскольку он продолжал традицию местной педагогической академии.
Главный корпус университета был построен в 1895 году.
Университет назван в честь католического теолога и политика Йосипа Юрая Штросмайера (1815—1905).

## Структура
- Факультет гражданского строительства, с кафедрами гражданского строительства, гидротехники, управления строительством
- Факультет электротехники, с кафедрами электротехники, связи и информатики и электротехники
- Юридический факультет
- Факультет сельского хозяйства и животноводства, с департаментами сельского хозяйства, землепользования, машиностроения, зоотехники, экологии
- Факультет католического богословия
- Факультет сельскохозяйственного машиностроения и пищевых технологий, с отделами пищевых технологий, пищевой инженерии, технологии производственных процессов
- Факультет машиностроения, здесь занимаются разработками, производством, логистикой, материаловедением, инженерными технологиями
- Медицинский факультет с кафедрами медико-биологии и медицины
- Педагогический факультет с учительским департаментом
- Факультет философии с кафедрами философии, педагогики, психологии, истории, языка и литературы (хорватистики, германистики, англистики) и информационных наук
- Факультет экономики и предпринимательства с департаментами: региональное планирование и управление, финансы, маркетинг, управление бизнесом (экономика, компьютерные науки, торговля и логистика)
- Биологический факультет
- Химический факультет
- Математический факультет
- Физический факультет
- Академия искусств с отделениями музыки, искусства и драмы